# Maghreb Champions Cup
Der Maghreb Champions Cup (französisch : Coupe du Maghreb des clubs champions) war ein Fußballvereinswettbewerb in Nordafrika, der von 1970 bis 1976 lediglich siebenmal ausgespielt wurde. Teilnahmeberechtigt waren die jeweiligen Meister der damaligen Maghrebstaaten Algerien, Marokko, Tunesien und Libyen sowie der Titelverteidiger. Libyen nahm allerdings nur an der ersten Austragung 1970 teil. Gespielt wurde bis auf eine Ausnahme ab Halbfinale im reinen K.-o.-System in nur jeweils einem Spiel innerhalb weniger Tage an einem Austragungsort. 1970/71 spielten nur drei Teams in einer Ligarunde mit Hin- und Rückspiel den Sieger aus. Häufig wird dieser Wettbewerb auch als Nachfolger der Nordafrikanische Fußballmeisterschaft bezeichnet bzw. angesehen.

## Die Endspiele und Sieger
| Jahr | Gastgeber      | Sieger                   | Ergebnisse     | Finalist         |
| ---- | -------------- | ------------------------ | -------------- | ---------------- |
| 1970 | Algier         | CR Belouizdad            | 2:2, ?:? i. E. | CS Sfax          |
| 1971 | kein Gastgeber | CR Belouizdad            | Ligasystem     | Espérance Tunis  |
| 1972 | Casablanca     | CR Belouizdad            | 2:1            | CS Sfax          |
| 1973 | Tunis          | Étoile Sportive du Sahel | 2:0            | CR Belouizdad    |
| 1974 | Algier         | Club Africain Tunis      | 2:0            | JS Kabylie       |
| 1975 | Casablanca     | Club Africain Tunis      | 2:0            | Raja Beni Mellal |
| 1976 | Tunis          | Club Africain Tunis      | 1:1, 4:2 i. E. | MC Alger         |